# ويلهلم تسيمرمان
ويلهلم تسيمرمان (بالألمانية: Wilhelm Zimmermann)‏ (و. 1807 – 1878 م) هو مؤرخ، وعالم عقيدة، وثوري، وكاتب ألماني، ولد في شتوتغارت، توفي في باد مرغنت‌هايم، عن عمر يناهز 71 عاماً.

## مناصب
تولى منصب عضو برلمان فرانكفورت.

## التعليم
تعلم في Eberhard-Ludwigs-Gymnasium ‏.